# Carex apoiensis
Espèce
Classification phylogénétique
Carex apoiensis est une espèce de plantes du genre Carex et de la famille des Cyperaceae.